# Maddaloni
Maddaloni é uma comuna italiana da região da Campania, província de Caserta, com cerca de 37196 habitantes. Estende-se por uma área de 36 km², tendo uma densidade populacional de 1033 hab/km². Faz fronteira com Acerra (NA), Caserta, Cervino, Marcianise, San Felice a Cancello, San Marco Evangelista, Santa Maria a Vico, Valle di Maddaloni.

## Demografia
| Variação demográfica do município entre 1861 e 2011                               |
|                                                                                   |
| Fonte: Istituto Nazionale di Statistica (ISTAT) - Elaboração gráfica da Wikipedia |